# Henri Célié
Henri Célié est un syndicaliste libertaire français  né le 6 janvier 1954 en Algérie, cofondateur et ancien responsable fédéral du syndicat SUD Rail initialement membre du syndicat dans la Haute-Garonne après plusieurs années passées en région parisienne, il est membre du conseil scientifique d'Attac,

## Biographie
En 1971, il est renvoyé de son lycée pour avoir animé une grève. Il est engagé dans le mouvement écologiste Survivre et Vivre jusqu'à l'auto-dissolution de ce groupe en 1971.
Après avoir travaillé dans les transports routiers et le cartonnage, Henri Célié entre à la SNCF en 1973 comme aiguilleur. Il a milité au cercle Front Libertaire Local, intégré ensuite au sein de l'Organisation révolutionnaire anarchiste (ORA), puis de l'Union des travailleurs communistes libertaires (UTCL) en 1976, puis d'Alternative libertaire en 1991.
De 1973 à 1976, avec notamment Serge Torrano et Claude Beaugrand, il anime un journal libertaire à la SNCF : Le Rail enchaîné.
Entre 1976 et 1995, il a fait partie de la Branche Cheminots de la CFDT.
En décembre 95, il est l'un des animateurs de la grande grève des cheminots, puis un des protagonistes de la rupture avec la CFDT. Il est parmi les fondateurs de SUD-Rail en janvier 1996,.
Entre 2000 et 2003, il encadre une équipe d’emploi jeunes sur l’humanisation des gares de la banlieue Sud-est de la région parisienne. Entre 2003 et 2005, il est aiguilleur au triage de Saint-Jory. En 2005, lors de la fermeture du triage de Saint-Jory, il est réaffecté sur les quais de la gare de Matabiau.
D'octobre 2005 à mars 2008, il est administrateur salarié de Sud Rail au conseil d'administration de la SNCF,.

## Publications
Participation à des ouvrages collectifs
- Acquis  sociaux  et  concurrence  internationale, in Collectif, Agir ensemble contre le chômage, Données  et  arguments, Syllepse, 1994,   (ISBN 978-2-907-99318-0)[6],[7].